# Öxeryd
Öxeryd est une localité de Suède située dans la commune de Lerum du comté de Västra Götaland. Elle couvre une superficie de 0,87 km2. En 2010, elle compte 491 habitants.